# Léon Serpollet

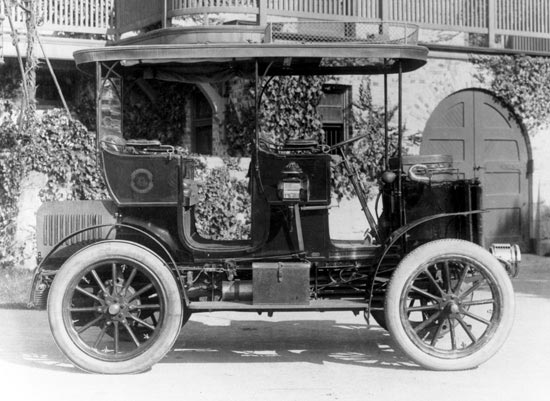
Serpollets bil

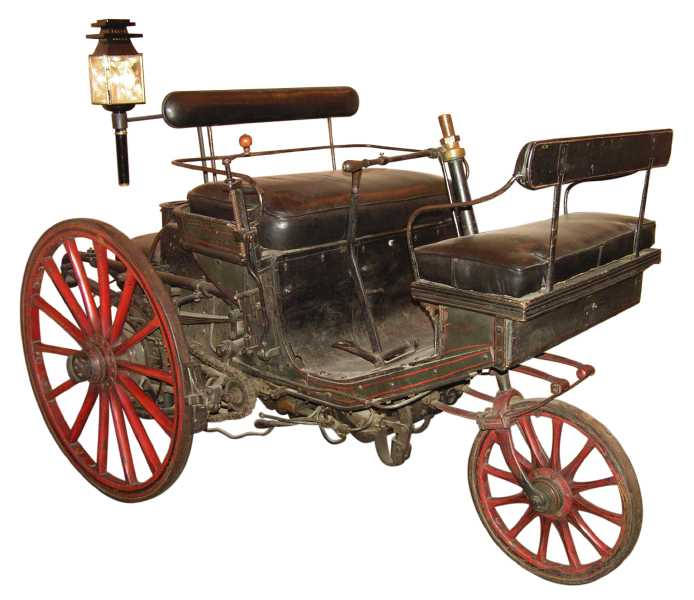
Serpollets trehjuliga bil

Léon Serpollet, född 1858, död 1907, var en fransk uppfinnare och mekaniker. Han konstruerade ångpannor och ångbilar. Han satte 1902 hastighetsrekord för bilar med en ångbil som han konstruerat.
Serpollet kom från en fattig familj. Han började redan i ungdomen intressera sig för ångmaskiner och 18 år gammal en ångmaskin, delvis byggd av trä, vilken han monterade i en tricykel. Han maskin var dock inte särskilt effektiv, och 23 år gammal begav  han sig till Paris, där han fick anställning i en liten mekanisk verkstad. Under fritiden fortsatte han dock att arbeta på sina ångvagnar, och 1887 lyckades han bygga en ångvagn som verkligen var funktionsduglig. 1889 lyckades han få tillstånd att framföra sin vagn på Paris gator, en körlicens som ibland betraktats som världens äldsta körkort. Amedée Bollée hade dock redan 1875 erhållit ett liknande tillstånd. Hans vagnar väckte uppmärksamhet och en tävling anordnades samma år i Boulognerskogen mot en av Jules-Albert de Dions ångvagnar. Serpollet förlorade dock tävlingen stort. Han lät dock ställa ut sin tredje ångvagn på världsutställningen i Paris 1889 med Armand Peugeot som förläggare och tilldelades såväl guldmedalj vid utställningen och tilldelades hederslegionen.
1890 lyckades han få en rik amerikansk kompanjon, vilket gav honom helt nya möjligheter att förbättra sina ångvagnar. För att konkurrera med bensinbilar bytte Serpollet nu kraftkälla för sina ångvagnar från kol till oljeeldning. Hans vagnar blev mycket uppskattade för sin driftsäkerhet där de vida överträffade bensinbilarna. Serpollett avled dock redan 1907 i lungsot.